# Serhei Nahorny
Serhei Nahorny (n. 8 decembrie 1956, Hmelnîțkîi, RSS Ucraineană, URSS) este un canoist ce a reprezentat Uniunea Republicilor Sovietice Socialiste, medaliat olimpic. A participat la 2 ediții ale Jocurilor Olimpice (1976, 1980) în care a câștigat o medalie de aur și o medalie de argint.